# Herb obwodu mikołajowskiego

Herb obwodu mikołajowskiego

Herb obwodu mikołajowskiego przedstawia na tarczy w polu błękitnym złote insygnia biskupie - mitrę i skrzyżowane za nią pastorały. U podstawy, oddzielonej falistą linią w polu srebrnym leżąca starożytna amfora na wino.
Herb przyjęty został 27 lipca 2001 roku.